# Мост Бэйпаньцзян (автодорога Гуаньлин — Синъи)
Мост Бэйпаньцзян или Мост Бэйпаньцзян 2003 (кит. 北盘江大桥) — мост, пересекающий ущелье реки Бэйпаньцзян, расположенный на границе Гуаньлин-Буи-Мяоского автономного уезда городского округа Аньшунь и уезда Чжэньфэн Цяньсинань-Буи-Мяоского автономного округа; 117-й по длине основного пролёта висячий мост в мире (34-й в Китае); 11-й по высоте над пересекаемой преградой мост в мире (5-й в Китае). Является частью скоростной автодороги Гуаньлин — Синъи (Guanxing).

## Характеристика
Длина — 528 м. Представляет из себя двухпилонный висячий мост с основным пролётом длиной 388 м. Мостовые башенные опоры закреплены по краям ущелья (нет массивных мостовых быков), где только одна опора опускается (на небольшую длину) ниже балки жесткости (дорожного полотна). Мостовые опоры имеют форму буквы П. Мост расположен на высоте 366 м над рекой Бэйпаньцзян и делает его одним из высочайших мостов в мире.
В период 2003-2005 года был высочайшим мостом над пересекаемой преградой в мире. Мост опередил Лиугуанхэ, построенный в 2001 году, на 69 м. Уступил первенство в 2005 году введенному в эксплуатацию мосту Hegigio Gorge Pipeline Bridge в Папуа — Новой Гвинеи, который стал выше на 27 м.